# غانم (شوشتر)
غانم (شوشتر)، روستایی از توابع بخش مرکزی شهرستان شوشتر در استان خوزستان ایران است.

## جمعیت
این روستا در دهستان شهید مدرس قرار دارد و براساس سرشماری مرکز آمار ایران در سال ۱۳۸۵، جمعیت آن ۵۱۱ نفر (۱۰۰خانوار) بوده‌است.